# Dirk Wagner
Dirk Wagner (* 28. August 1971 in Greiz) ist ein Tischtennistrainer, der von 2016 bis 2019 beim TTC Grenzau als Trainer und Sportlicher Leiter arbeitete. Von Juli 2010 bis 2016 war er bei der Werner Schlager Academy als Headcoach tätig. Vom 1. Juli 2006 bis Juni 2010 war er hauptamtlicher Cheftrainer beim Bundesligisten Borussia Düsseldorf.

## Leben
Schon seine Kindheit war von den sportlichen Einflüssen seiner Familie geprägt. Sein Vater Klaus war Radsporttrainer, seine Schwester Doreen eine gute Leichtathletin. Wagner selbst war aktiv als Turner und Leichtathlet und spielte Tischtennis zunächst nur hobbymäßig. Seine Trainertätigkeit begann er in seinem Heimatverein in Elsterberg. Später engagierte er sich beim Post SV Zeulenroda, bis der Thüringer Tischtennisverband im April 1994 ihn als hauptamtlichen Stützpunkt- und Verbandstrainer einstellte. Hier wirkte er fast 10 Jahre an der Entwicklung leistungssportlicher Strukturen im Land Thüringen mit. Nebenbei sammelte er Erfahrung als Assistenztrainer der Schülerinnennationalmannschaft und der zentralen Talentsichtung des Deutschen Tischtennis-Bundes. Im Sommer 2004 begann seine Tätigkeit beim Bundesligisten Borussia Düsseldorf. Dort zunächst für 2 Jahre als Co-Trainer später bis zum Sommer 2010 als Cheftrainer tätig durfte er zahlreiche Erfolge seiner Sportler auf nationaler und internationaler Ebene feiern. So begleitete er über diesen Zeitraum die Entwicklung von Sportlern wie Christian Süß, Seiya Kishikawa und Jun Mizutani. Am 15. Juli 2005 heiratete er Olga. Sie haben zwei gemeinsame Kinder.

## Trainerarbeit
Beim Deutschen Tischtennis-Bund ist Dirk Wagner vor allem in der Talentsichtung und der Jugendarbeit als Honorartrainer tätig. Außerdem leitet er zusammen mit Mario Amizic den Bundesstützpunkt Düsseldorf, an dem unter anderem Christian Süß trainiert. Als Düsseldorfer Trainer wurde er weiterhin von Andreas Preuß, der jetzt die Funktion des Managers einnimmt, unterstützt, war jedoch klar als Chef des Trainerstabs tätig. Sein Vertrag bis 1. Juli 2010 wurde nicht verlängert, er wurde von dem Niederländer Danny Heister abgelöst. Seit Sommer 2010 war Wagner an der Werner Schlager Academy in Schwechat als Headcoach tätig, 2016 wurde er vom TTC Grenzau als Trainer und Sportlicher Leiter verpflichtet, wo er bis 2019 blieb.